# 新门内教会
新门内教会（새문안교회）是韩国第一个大韓基督教长老会教堂，位于首尔市钟路区新门路1街。

## 历史
1885年4月5日复活节，长老会传教士元杜尤（Horace Grant Underwood，1859－1916）和监理会传教士亚篇薛罗（Henry Gerhard Appenzeller，1858－1902）一起抵达朝鲜，开始传教工作。星期日礼拜活动于1886年7月2日开始。1886年5月11日，延世大学的前身成立，开始了教育事业。1887年 9月27日晚上，元杜尤牧师主持了第一次礼拜，在其家中举行。它与韩国基督教监理会的贞洞第一教会同为朝鲜最早的的教堂。1894-1895年甲午战争之后，建立了一个新的教堂。当时的教堂位置是韩国花旗银行首尔分行的位置，位于景福宫和首尔历史博物馆的对面。
1907年，教堂搬迁到现在的位置，并在1910年建造了一座砖砌教堂。1916年10月12日，元杜尤牧师因健康状况恶化在美国去世。1999年遗体迁往韩国埋葬。
1937年的中日战争之后，于1938年在教堂内进行了日语教育。 
朝鲜战争爆发后，该堂的牧师和长老被朝鲜军方绑架。1957年庆祝建堂70周年。
大学生积极参与了从70年代到80年代后期的民主化运动。1987年9月，在梨花女子大学大礼堂举行了100周年庆典并举行了音乐会。1997年，任命新门内教会的第一位女性长老。2003年，任命第一位女牧师。2014年 7月，教堂拆除重建，礼拜临时移至安德伍德教育中心和光化门大楼。